# Walram Rdeči
Walram Rdeči (1254 – med 1. avgustom in 20. oktobrom 1302), imenovan tudi Walram ali Waleran Valkenburški, je bil srednjeveški vitez iz plemiške hiše Valkenburg-Heinsberg . Med drugim je bil gospod Valkenburški in Monschauski.

## Življenjepis
Poleg Valkenburga in Monschaua je Walram med drugim imel v lasti Sittard, Arrancy-sur-Crusnes in Marville. Zaradi številnih vojn, ki jih je vodil Walramov oče Ditrih II. Valkenburški, so obstajali veliki neporavnani dolgovi. Ker sta bili Arrancy in Marville izolirani, sta bili ti dve posesti primerni za prodajo, da bi rodbina odplačala dolgove. Walram je v ta namen kontaktiral svojega strica grofa Henrika V. Luksemburškega. Vendar so se ob tem nakupu pojavile velike težave. Na primer, Teobald I. Barski, sorodnik Walramove babice (Elizabete Barske), je bil proti prodaji. 2. aprila 1271 je Walram dobil odškodnino. Dobil je območja Sankt Vith, Amel in Neundorf. Okoli leta 1280 je Walram postal šerif Aachna.
Pod Walramom je vas Valkenburg tako zrasla, da je imela svojo cerkev. To se imenuje " ecclesia castris ", grajska cerkev. Menijo, da je bila predhodnica HH Cerkve Nikolaja in Barbare, ki je bila zgrajena kasneje.
Leta 1282 je Walram po dogovoru postal vazal Guya Dampierrskega v vlogi mejnega grofa Namurja (čeprav je bil Guy tudi grof Flandrije in bi bil Walram močno predan svojemu flamskemu boju). Po prvotnem dogovoru je Walram v kontekstu Guyevega spora z grofom Hainautskim obljubil dvajset vitezov.  Podpiral ga je v raznih spopadih in pripeljal nove vazale, kot je Janez Reifferscheidski iz Porenja, za katerega je jamčil Walram. Deloval je kot sodnik v sporu med Guyem in gospodom Oudenaardejem, svetoval grofu v njegovem sporu s francoskim kraljem, zagovarjal svoj primer z nemškim kraljem in zastopal Flandrijo v mirovnih pogajanjih s Francijo.
Vojna za limburško nasledstvo, ki je potekala med letoma 1283 in 1288 in je prizadela vse gospode Brabanta do Rena, je prav tako v veliki meri določila življenje Walrama in prihodnost Valkenburga. Walram je bil v tej bitki v več pogledih v neprijetnem položaju. Sam je bil na primer kandidat za nasledstvo prek svojih limburških sorodnikov, a svojega – močnejšega – svaka Reinalda I. Gelderskega ni želel preprečiti pri njegovih ambicijah. Poleg tega je bil Walram kot gospodar Valkenburga vazal številnih brabantskih fevdov in brabantski vojvoda Janez I. Brabantski je tako kot Reinald zahteval naziv vojvode. Tudi luksemburški grofje so Limburg videli kot pomemben dodatek k svoji posesti.
Walram je stopil na stran Reinalda I. Gelderskega. Da bi se lahko častno bojeval z Reinaldom, je Walram to storil pod zastavo Monschaua. 5. junija 1288 se je spor odločil z bitko pri Woeringenu, kjer je Brabantsko zavezništvo premagalo Gelderlandsko zavezništvo, ki mu je pripadal Walram. Rezultat za Valkenburg je bil, da je Brabant zavzel močan položaj v Overmaasu in vojvodini Limburg. To je povečalo pritisk širitvene politike Brabanta na Valkenburg. Potem ko je bil Reinald I. Gelderski ujet v bitki pri Woeringenu, je Gelders leta 1291 imel v zastavi grof Guy Flandrijski. Walrama je imenoval za enega od svojih stadtholderjev, ki naj bi vodil Gelders v letih pod hipoteko. 
Walram je veljal za enega najbolj bojevitih vitezov svojega časa. Na primer, zgodovinar Jan van Heelu pohvalno govori o dejanjih in pogumu v bitki pri Woeringenu. Tako se govori tudi o njegovih dejanjih pri obleganju Vendôma. Tam naj bi Walram poskušal ujeti vojvodo Vendôme med napadom tako, da ga je posadil na svojega konja pred njim in pobegnil. Ko se je izkazalo, da Walram z dodatnim bremenom (vojvoda) ne more dovolj hitro pobegniti od francoskih vojakov, je vojvodo vrgel v mestni jarek, kjer se je utopil.
Oktobra 1296 je Walram od grofa Guya prejel več kot 2000 funtov.  To plačilo pojasnjuje, zakaj je priskrbel sto borcev za francosko-flamsko vojno, ki je izbruhnila naslednje leto. Čeprav se je bojeval v letih 1297 in 1300, ni več sodeloval v bitki pri Zlatih ostrogah. Walram je umrl med 1. avgustom in 20. oktobrom 1302. Po izročilu naj bi bil pokopan v veliki cerkvi v Sittardu.

## Poroka in otroci
Walram je bil pred 30. majem 1275  poročen s Filipo Geldersko, sestro grofa Reinalda I. Gelderskega, hčerko Otona II. Gelderskega in Filipe Dammartinske. Reinald je Walramu in Filipi podaril Susteren z Diederenom kot poročno darilo.
Walram in Filipa sta imela 4 otroke:
- Ditrih III. Valkenburški
- Reinald Valkenburški
- Janez Valkenburški in Bornski, gospod Bornski
- Elizabeta, ki se je poročila s Simonom iz Sponheima